# Schibboleth
Ein Schibboleth (betont Schibbóleth oder Schíbboleth; Plural Schibboleths oder Schibbolethe) ist eine sprachliche Besonderheit, durch die sich ein Sprecher einer sozialen Gruppe oder einer Region zuordnen lässt. Zu unterscheiden sind Schibboleths von Zungenbrechern, die für alle Sprecher schwer auszusprechen sind. Vielmehr sind Schibboleths Wörter, an deren verschiedener Aussprache die Herkunft des Sprechers zu erkennen ist und die somit zu einem sozialen Code werden.

## Etymologie
Schibboleth (hebräisch שיבולת, punktiert שִׁבֹּלֶת, Plural schibbolim) ist ein hebräisches Wort und bedeutet wörtlich ‚Strömung‘, ‚Strom‘ oder ‚Flut‘, wird aber in der Bedeutung von ‚Kennwort‘ oder ‚Codewort‘ verwendet. Im jüdischen Tanach (dem christlichen Alten Testament) heißt es im Buch der Richter 12,5–6 :

„Gilead schnitt Efraim die Jordanfurten ab. Und wenn die Flüchtlinge aus Efraim sagten: Ich will hinüber!, fragten ihn die Männer aus Gilead: Bist du ein Efraimiter? Wenn er Nein sagte, forderten sie ihn auf: Sag doch einmal Schibbolet! Sagte er dann Sibbolet, weil er es nicht richtig aussprechen konnte, ergriffen sie ihn und machten ihn dort an den Furten des Jordan nieder. So fielen damals zweiundvierzigtausend Mann aus Efraim.“

Das Wort Schibboleth ist demgemäß selbst ein Schibboleth (Homolog). Die jeweilige Aussprache diente der Einteilung von Personen in die Dichotomie Feind und Freund.

## Schibboleths im deutschsprachigen Raum
Mit Schibboleths im weiteren Sinn kann im Standarddeutschen die Herkunft eines Sprechers durch verschiedene kleine Eigenheiten der Aussprache einer mehr oder weniger großen Region zugeordnet werden. Dem Sprecher selbst sind dabei diese Eigenheiten oft gar nicht bewusst. Die Zuordnung ergibt sich ganz natürlich im Gespräch ohne Verwendung eines besonderen Kennworts.
Für den Unterschied zwischen Norddeutschen und Süddeutschen gilt das s im Wortanlaut als Merkmal: Süddeutsche Sprecher verwenden hier das stimmlose [s], norddeutsche das stimmhafte [z]. So kann ein Wort wie Sonne als Schibboleth verwendet werden. Eine weitere Nord-Süd-Unterscheidung zeigt die Aussprache von st: „Schornsteinfeger Stefan fischt im Nest nach Wurst.“ Je südlicher die sprachliche Herkunft des Sprechers ist, desto häufiger spricht er das „st“ wie scht aus (bis zu viermal). Im Bremer Dialekt werden sp und st stets in s-p [sp] und s-t [st] statt standarddeutsch schp [ʃp] und scht [ʃt] getrennt, was im klassischen Satz „Der Stadtbremer ist über den spitzen Stein gestolpert“ verdeutlicht wird.
Helles ch und sch sind vor allem für Sprecher aus dem Rheinland, der Pfalz, Sachsen und Südhessen schwer zu unterscheiden: „Schwarzwälder Kirschtörtchen“, „griechische Geschichte“, „tschechischer Tontechniker“.
Regionale Aussprache des ch im Anlaut (z. B. in „Chemie“ oder „China“): nord- und mitteldeutsch [ʃ], süddeutsch und österreichisch [k], in der Schweiz [x] (standarddeutsch: [ç]), siehe hierzu auch das schweizerdeutsche Schibboleth „Chuchichäschtli“.
Regionale Aussprache des r:
- Münsterland und Ostwestfalen: auch nach kurzvokaler Vokalisierung (bzw. aufgrund der fehlenden Unterscheidung der Länge hier Zusammenfall), z. B. in „Kirche“: ['kiːɐçə] statt ['kɪʁçə] (Fangsatz: „Hirsch heiß ich.“); dagegen in der Oberlausitz sowie Siegerland und Wetterau: fast analog zum amerikanischen r, d. h. als alveolarer Approximant [ɹ]: „Rahm“ als [ɹaːm] statt [ʁaːm].
- Franken: Typisch ist hier das alveolar gerollte [r], d. h. wie in italienischer oder schwedischer Hochsprache und den meisten schweizerdeutschen Dialekten: „Rahm“ als [rɑːm]. Vor Konsonanten hingegen oft Angleichung an den folgenden Konsonanten: „Sport“ [ʃpɔd̥].
- Rheinland: nach hinteren Vokalen wie velares/uvulares ch ([x]) oder [χ]: „Sport“ [ʃpɔχt].

Norddeutsche und westdeutsche Aussprache von pf am Wortanfang wie f. Pennälerscherz: Caesar equus consilium = ‚Caesar Pferd Rat‘ = ['tsɛːsaː fɛːɐt raːt] = Caesar fährt Rad.
Schweizerdeutsche Aussprache von chs immer als ch-s und Fehlen des Kehlkopfknacklauts bei anlautenden Vokalen: Sechsachser ([ˈsæxsʌxsəɾ] statt [ˈzɛksʔaksɐ]).
Giraffe: Im österreichischen Hochdeutsch [ˌʒiˈʁafə] oder [ˌʃiˈʁafə] statt im bundesdeutschen Hochdeutsch [ˌɡiˈʁafə].
Ü versus i und ö versus e fällt West- und Norddeutschen sowie -schweizern typischerweise leicht, dagegen u. a. Englisch- und Spanischsprachigen, Polen, böhmakelnden Tschechen und – infolge von hochdeutscher Entlabialisierung – auch manchen Bayern, Südwest- und Mitteldeutschen typischerweise schwerer. So wird im Bairischen das „ü“ prinzipiell nicht gesprochen.
Zudem sind im Bairischen in bestimmten Bereichen feinere Unterscheidungen bei Lautnuancen und Phonemen als im Standarddeutschen zu hören. Ein Beispiel betrifft die standarddeutschen Phoneme /a/ [a] und /o/ [ɔ] oder [o], denen im Bairischen drei bis vier Phoneme (würden die nasalen Vokale dazugenommen werden, so wären es noch mehr) gegenüberstehen: Das überhelle a /à/ [ạ], das dunkle a /å/ [ɒ], das offene o /ò/ [ɔ] (die beiden letzteren werden teilweise nicht unterschieden) und das geschlossene o /o/ [o]. Ein westmittelbairisches Beispiel ist nà – na – nò – no (nein – dann – hinab – noch). Deshalb kann der Satz „Der Papst pappt Pop-Plakate“ auch als Schibboleth verwendet werden, um Nichtbaiern zu erkennen, so wird ein Baier (der einen bairischen Dialekt spricht) den Schibboleth-Satz auch im bairischen Deutsch mit zwei unterschiedlich gefärbten a-Lauten aussprechen: „Papst“ und „pappt“ mit dunklerem a, „Plakate“ mit zweimal hellerem a, während im Wort „Pop“ ein deutlich dunkles o gesprochen wird.
Test auf französischen Akzent: „Hans hat in einem hohen Hochhaus gewohnt.“ Erstens fällt die Aussprache von h und dem Rachen-ch in Hochhaus schwer; zweitens wird Hans und gewohnt gerne nasalisiert; drittens wird das e in hohen gerne als ɛ oder sehr kurzes, leicht gerundetes œ ausgesprochen (korrekt wäre ungerundetes ə).

## Schibboleths in anderen Sprachen

### Dänisch
„Rødgrød med fløde“ [ˈʁœðɡʁœðʔ me fløːð] (anhörenⓘ) (‚Rote Grütze mit Sahne‘) ist der bekannteste dänische Sprachtest für Ausländer. Die Schwierigkeit besteht darin, dreimal in kurzer Folge das für die dänische Sprache charakteristische „weiche d“ [ð] auszusprechen. Dieser Laut ist für sich genommen schon eine Herausforderung. In Kombination mit einem vorausgehenden ø bzw. den beiden r in „rødgrød“ verlangt er Fremdsprachigen zudem eine ungewohnte Abfolge von Zungen- und Mundbewegungen ab.

### Italienisch
Während des Aufstands von 1282 in Sizilien wurden die Franzosen verfolgt und vertrieben. Wer verdächtigt wurde, ein untergetauchter Franzose zu sein, soll dazu gezwungen worden sein, das sizilianische Wort ciciri (dt.: ‚Kichererbsen‘) auszusprechen, was die Franzosen nicht konnten.

### Niederländisch
In den Niederlanden wird gerne das Wort Scheveningen als Sprachtest verwendet. Die niederländische Aussprache lautet [ˈsxeːvənɪŋə] (anhörenⓘ), während Deutsche das Toponym typischerweise mit einem ʃ am Anfang aussprechen. Entsprechendes gilt für Enschede ([ˈɛnsxəde:]) und Schiphol ([ˈsxɪphɔl]). Bei Letzterem ist zu beachten, dass das „ph“ nicht wie „f“ ausgesprochen wird, sondern getrennt.
Ebenso gern der Name des bekannten Grandhotels Huis ter Duin, korrekte Aussprache [ˈhœys tər ˈdœyn], das von Deutschen entweder „buchstabengetreu“ oder mit deutschem eu-Umlaut ausgesprochen wird.
Ähnlich wie es die Polen gut zehn Jahre später beim Krakauer Aufstand (siehe oben) getan haben, sollen die flämischen Bürger bei der Brügger Frühmette 1302 einen Schibboleth-Sprachtest durchgeführt haben, um die eigenen Leute von den Feinden zu sondern: Jeder wurde aufgefordert, die Worte schild en vriend (Schild und Freund) nachzusprechen; alle, denen dies nicht fehlerfrei gelang, galten als Franzosen und wurden niedergemacht. Diese legendäre Episode wirkt bis heute fort: Eine 2017 gegründete rechtsextreme flämische Gruppierung hat sich danach „Schild & Vrienden“ benannt.

### Polnisch

#### Für Ausländer
Nach dem missglückten Krakauer Aufstand des Vogtes Albert gegen den polnischen Herzog von Krakau Władysław (Ladislaus) Ellenlang wurde die Loyalität der Krakauer Bürger von diesem mit einem einfachen Sprachtest überprüft. Wer die Worte soczewica, koło, miele, młyn (Linse, Rad, mahlen, Mühle) nicht fehlerfrei nachsprechen konnte, galt als schuldig. Die zu einem erheblichen Teil deutschsprachigen Bürger Krakaus, die wesentlich die Rebellion getragen hatten, konnten dies nicht korrekt aussprechen und wurden zum Teil vertrieben oder waren Repressionen ausgesetzt.

#### Innerhalb Polens
Manche Oberschlesier kennen statt drei nur zwei Reihen Zischlaute (Siakanie).
Das betrifft allerdings nur kleinere Sprachgruppen, darunter Goralen am polnisch-tschechisch-slowakischen Dreiländereck:
- polnisch c / ć / cz // s / ś / sz // z / ź / ż = rz
- oberschlesisch c / (ć =) cz // s / (ś =) sz // z / (ź =) ż = rz

### Schwedisch
Der Satz „sju sjösjuka sjömän sköttes av sju sköna sjuksköterskor“ [/ˈɧʉː …/] ⓘ (‚Sieben seekranke Seemänner wurden von sieben schönen Krankenschwestern gepflegt‘) oder einer seiner vielen Variationen stellen die Fähigkeit des Sprechers auf die Probe, den schwedischen „sj“-Laut mehrmals hintereinander zu produzieren. Nicht-Schweden neigen dazu, diesen Laut wie „sch“, „ch“, „s(j)“ oder „h“ auszusprechen, aber der Laut liegt irgendwo dazwischen, in der südschwedischen Aussprache eher beim „h“, im Nordschwedischen eher beim „sch“, aber zumindest für einen Schweden deutlich davon unterscheidbar. Außerdem muss der Sprecher erkennen, welches der k in der Buchstabenkombination sk ausgesprochen wird.

### Tschechisch, Slowakisch
Der „Satz ohne Vokale“: Strč prst skrz krk (‚Steck den Finger durch den Hals‘).

### Türkisch
Der Berg Ararat in der Türkei (Ostanatolien) heißt auf Türkisch Ağrı Dağı [ʼɑɣɾɯ dɑɣɯ]. Dies wird meistens als Türkisch-Test für Ausländer angewendet. Die Aussprache ist für Nicht-Muttersprachler unter anderem deshalb so schwierig, weil in vielen anderen Sprachen (außer Turksprachen) die Buchstaben ğ („weiches“ G) und ı (ein i ohne i-Punkt) nicht existieren und somit keine Entsprechung oder ähnliche Laute haben.

### Ukrainisch
Paljanyzja (dt. Weißbrot), zur Unterscheidung von Russischsprachigen.

## Schibboleths in der geschriebenen Sprache
Als Schibboleths in der geschriebenen Sprache bezeichnet man Merkmale, die einen, im besten Fall ohne Kenntnis der betreffenden Sprache, schnell erkennen lassen, um welche Sprache es sich handelt. Im einfachsten Fall sind dies charakteristische diakritische Zeichen an Buchstaben wie dem rumänischen ț oder dem ungarischen ő und ű, aber auch Ligaturen wie das deutsche ß (das jedoch in der Schweiz nicht verwendet wird).